# Орден Лі Сун Сіна
Орден адмірала Лі Сун Сіна (кор. 리순신장군훈장) — державна нагорода КНДР, орден, названий в честь середньовічного корейського флотоводця, кораблебудівника і національного героя адмірала Лі Сун Сіна. Зовнішній вигляд ордена і його нагородна концепція, припустимо, були скопійовані з ордена Нахімова — державної нагороди СРСР.

## Історія
Орден Лі Сун Сіна був заснований на честь середньовічного корейського флотоводця, кораблебудівника і національного героя адмірала Лі Сун Сіна с 13 липня 1950 року вручається за заслуги перед КНДР та ВМС КНДР про орден через закритість КНДР дуже мало відомостей, через світову ізоляцію майже нічого не відомо хто був ним нагороджений або взагалі він існує або ліквідували.

## Нагороджені
Орденом нагороджувалися військовослужбовці Корейського народного флоту під час Корейської війни. Орден мав два ступені. Другий ступінь цієї нагороди присуджувався 22 рази під час Корейської війни, тоді як перший ступінь ніколи не присуджувався. Нагорода продовжувала вручатися і через кілька років після закінчення війни, оскільки імовірно існує (було сфотографовано) знак ордена другого ступеня з порядковим номером 113. Проте, передбачається, що на цей час вручення цього ордену припинено.

## Див.також
- Орден Нахімова — аналогічна радянська нагорода.